# 克吕阿斯
克吕阿斯（法語：Cruas，法語發音：[kʁyas]）是法国阿尔代什省的一个市镇，属于普里瓦区。克吕阿斯核电站位于境内。

## 地名
该地名“Cruas”发音为[kʁyas]，字母“s”发音，《世界地名翻译大辞典》与《世界地名译名词典》将其误译作“克吕阿”。

## 地理
克吕阿斯（44°39'25"N, 4°45'47"E）面积15.45 平方千米，位于法国奥弗涅-罗讷-阿尔卑斯大区阿尔代什省，该省份为法国东南部内陆省份，北起顺时针与卢瓦尔省、伊泽尔省、德龙省、沃克吕兹省、加尔省、洛泽尔省和上盧瓦爾省接壤。
与克吕阿斯接壤的市镇（或旧市镇、城区）包括：拜克斯、梅斯、圣拉热布雷萨克、圣樊尚德巴雷斯、拉库库尔德、莱图雷特。
克吕阿斯的时区为UTC+01:00、UTC+02:00（夏令时）。

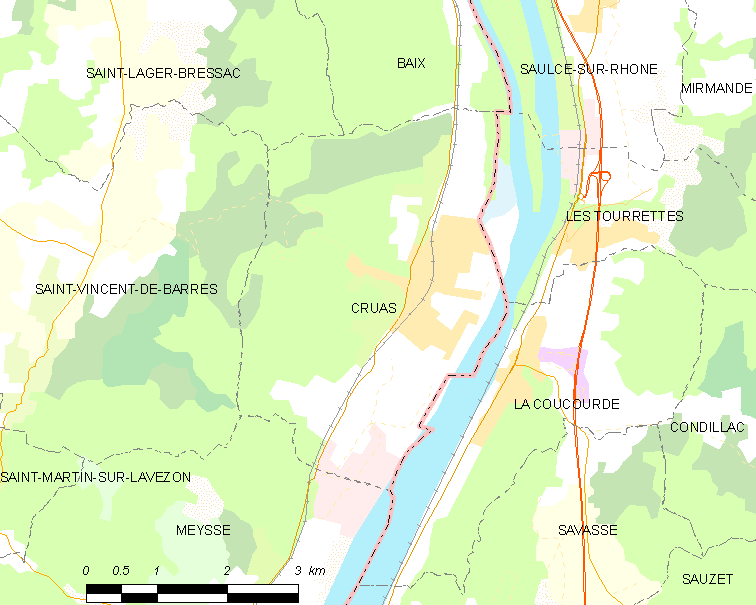
克吕阿斯的OSM定位图

## 行政
克吕阿斯的邮政编码为07350，INSEE市镇编码为07076。

## 政治
克吕阿斯所属的省级选区为勒普赞县。

## 人口

1962-2008年间克吕阿斯人口变化图示

克吕阿斯于2022年1月1日时的人口数量为2954人。